# Melanolophia tenebrosa
Melanolophia tenebrosa är en fjärilsart som beskrevs av W. Warren 1909. Melanolophia tenebrosa ingår i släktet Melanolophia och familjen mätare. Inga underarter finns listade i Catalogue of Life.